# Hans Weber (Fußballspieler, 1937)
Hans Weber (* 30. Juli 1937) ist ein deutscher Fußballspieler, der in seiner aktiven Zeit unter anderem für Kickers Offenbach und SV Darmstadt 98 spielte.

## Laufbahn
Webers Karriere begann als Zehnjähriger beim SC Hassia Dieburg. Mit 16 Jahren debütierte Weber in der ersten Mannschaft, spielte dann fünf Jahre lang für den Verein in der Offensive, als Mittelstürmer oder Linksaußen. Als Weber 21 war, warb ihn Georg Kämmerer, einstiger Hassia-Trainer und Ex-Mittelläufer der Offenbacher Kickers zum OFC ab.
Beim OFC spielte er ab 1959 in der Oberliga, Deutschlands höchster Spielklasse, und schaffte es auf Anhieb, sich in der ersten Mannschaft zu etablieren. Profi-Fußballer war er trotz großer Spiele und großer Gegner (so ein Entscheidungsspiel gegen Westfalia Herne vor 80.000 Zuschauern in Hannover und der entscheidende Treffer beim 1:0-Sieg 1959 gegen den FC Bayern München) nicht.
1962 wechselte er zum Darmstadt 98, weil der damalige Lilien-Präsident dem angehenden Mathe- und Chemielehrer eine Stelle an der Georg-Büchner-Schule in Darmstadt anbot. 1967 kehrte Weber wieder zum SC Hassia Dieburg zurück, wo zu dieser Zeit sein Bruder Jupp Vorsitzender war.

## Sonstiges
Nach seiner aktiven Laufbahn als Spieler war Weber neben seiner Tätigkeit als Lehrer auch Erstmannschafts- und Jugendtrainer sowie Erster Vorsitzender des SC Hassia Dieburg.